# Heterophleps stygnazusa
Heterophleps stygnazusa är en fjärilsart som beskrevs av Louis Beethoven Prout 1936. Heterophleps stygnazusa ingår i släktet Heterophleps och familjen mätare. Inga underarter finns listade i Catalogue of Life.